# Kernwaffentest

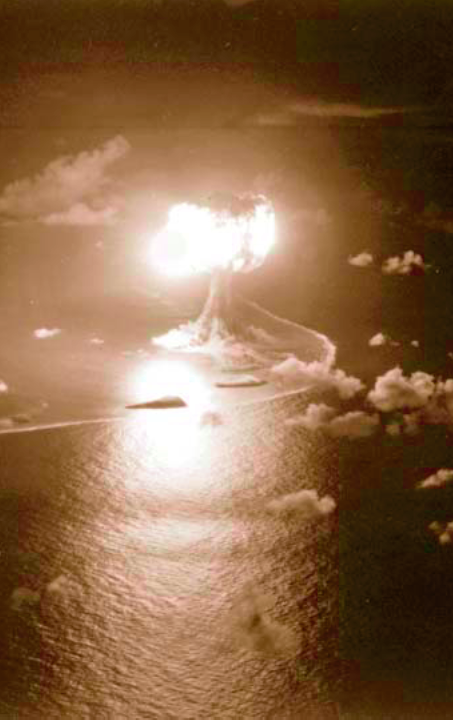
Kernwaffentest „Operation Sandstone-X-Ray“ am 14. April 1948 auf dem Eniwetok-Atoll

Ein Kernwaffentest (auch Atomwaffentest oder Nuklearwaffentest) ist die Zündung eines nuklearen Sprengsatzes zu Testzwecken, vor allem zur Messung und Dokumentation von Stärke und Auswirkungen einer Kernwaffenexplosion. Der jeweils erste erfolgreiche Test eines Landes ist zugleich ein Nachweis dafür, dass ein Land in der Lage dazu ist, eine Atombombe zu bauen, oder dass es eine Atommacht ist.
Weltweit wurden knapp 2100 Kernwaffentests durchgeführt, ein Teil davon oberirdisch in der Atmosphäre. Es wird angenommen, dass die bei diesen Tests freigesetzte Radioaktivität weltweit ca. 300.000 Todesfälle zur Folge hatte.

## Testorte

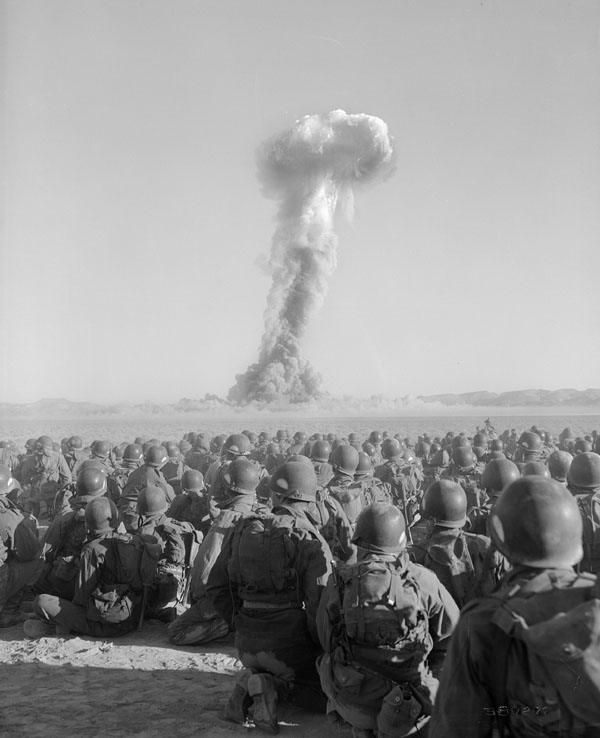
Oberirdischer Kernwaffentest mit Soldaten während „Operation Buster-Jangle“ im US-Bundesstaat Nevada, 1951

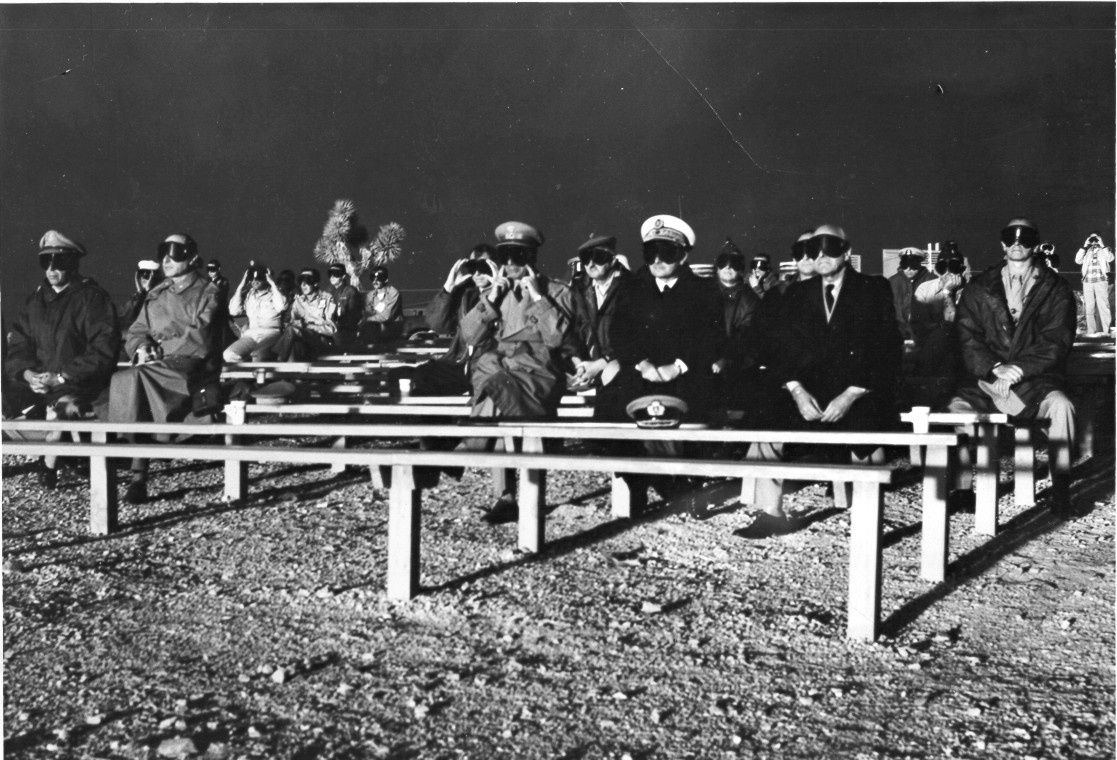
Zuschauer eines Kernwaffentests

Aus Sicherheitsgründen (Gefahr durch die Druckwelle und insbesondere durch den radioaktiven Niederschlag (Fallout)) können Kernwaffentests nur in weiträumig abgesperrten militärischen Versuchsarealen stattfinden, wie der Nevada Test Site (NTS) in Nevada (über 1000 Tests). Auch wurden verschiedene abgelegene Inseln oder Atolle sowie unbesiedelte Wüstengebiete für Testzwecke benutzt:
- die Aleuteninsel Amchitka,
- Mururoa-Atoll, Fangataufa in Französisch-Polynesien (hier fand am 2. Juli 1966 unter dem Codenamen „Aldebaran“ der erste von 194 französischen Tests im Pazifik statt),[2]
- Kiritimati (Vereinigtes Königreich),
- das Bikini-Atoll (hier fiel am 30. Juni 1946 unter dem Codenamen „Gilda“ die zweite amerikanische Test-Atombombe),[3] sowie
- das Eniwetok-Atoll (Treuhandgebiet Pazifische Inseln, heute Marshallinseln) und
- Nowaja Semlja (Sowjetunion) im Arktischen Ozean.
- Pokhran in der Wüste Thar (Indien)
- Ras Koh Hills, Distrikt Chagai in der Charan-Wüste (Pakistan)

Zudem gab es zahlreiche Tests in besiedeltem Gebiet:
- 1960/61 führte Frankreich in besiedeltem Gebiet, in der algerischen Sahara nahe Reggane, vier oberirdische Atomwaffentests durch. Bis zu 30.000 Menschen erlitten dadurch in der Folgezeit Schäden.[4][5][6]

- Großbritannien unternahm in den 1950er Jahren Kernwaffenversuche bei den Montebello-Inseln vor der australischen Westküste sowie auf dem Emu Field und im Maralinga in der australischen Wüste.
- China führte noch bis 1996 im Kernwaffentestgelände Lop Nor (östlich des Bosten-Sees im Uigurischen Autonomen Gebiet Xinjiang) insgesamt 45 Tests durch, davon 23 oberirdische (zuletzt am 16. Oktober 1980) Laut Analyse eines japanischen Wissenschaftlers starben durch die Folgen der chinesischen Tests bis zu 190.000 Menschen.[7][8]
- Nordkorea führte zwischen 2006 und 2017 insgesamt 6 Kernwaffentests auf dem Testgelände Punggye-ri durch, das nur wenige Kilometer von bewohntem Gebiet entfernt liegt.
- die Sowjetunion auf dem Atomwaffentestgelände Semipalatinsk in der Nähe der Stadt Semipalatinsk in Kasachstan

Arten von Kernwaffentests:
1. atmosphärischer Test
2. unterirdischer Test
3. Höhentest in der oberen Atmosphäre
4. Unterwassertest

Der radioaktive Niederschlag („Fallout“) ging nicht nur auf die Testgebiete nieder, sondern verteilte sich weltweit: die Kernwaffentests des 20. Jahrhunderts haben die Strahlenexposition weltweit messbar erhöht, in den heutigen Messdaten sind sogar viele einzelne Tests nachvollziehbar. Es wurden auch Kernwaffentests unter Wasser, in der Hochatmosphäre und im Weltraum (Starfish Prime) durchgeführt. Hierfür wurden unter anderem zwischen 1958 und 1962 einige Raketen vom Johnston-Atoll gestartet.
Bei unterirdischen Kernwaffentests ist die Gefahr des Austritts radioaktiven Materials relativ gering, aber doch stets vorhanden, insbesondere bei porösem Gestein. So kam es beispielsweise im Dezember 1970 bei dem Kernwaffentest Baneberry im Rahmen der Operation Emery auf der NTS zu einer erheblichen Freisetzung radioaktiven Materials, was sogar zu einem sechsmonatigen Moratorium aller US-Kernwaffentests führte. Für die Durchführung eines unterirdischen Kernwaffentests wird der Sprengsatz zusammen mit Messgeräten in ein Bohrloch hinabgelassen, das anschließend mit Beton versiegelt wird. Je nach Zielsetzung des jeweiligen Tests kann die Tiefe eines solchen Lochs von nur wenigen zehn Metern bis hin zu über 1.400 Metern variieren. Im Gegensatz zu einer oberirdischen Kernwaffenexplosion mit ihrem spektakulären Atompilz ist von einer unterirdischen zumeist nur ein Erdbeben zu spüren. Die seismischen Ereignisse werden von den weltweit über 300 seismologischen Messstationen des Internationalen Monitoring Systems IMS aufgezeichnet und analysiert.

## Messungen

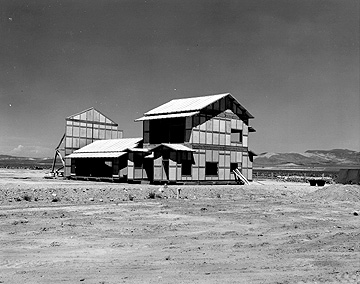
Nachbauten japanischer Häuser zu Testzwecken

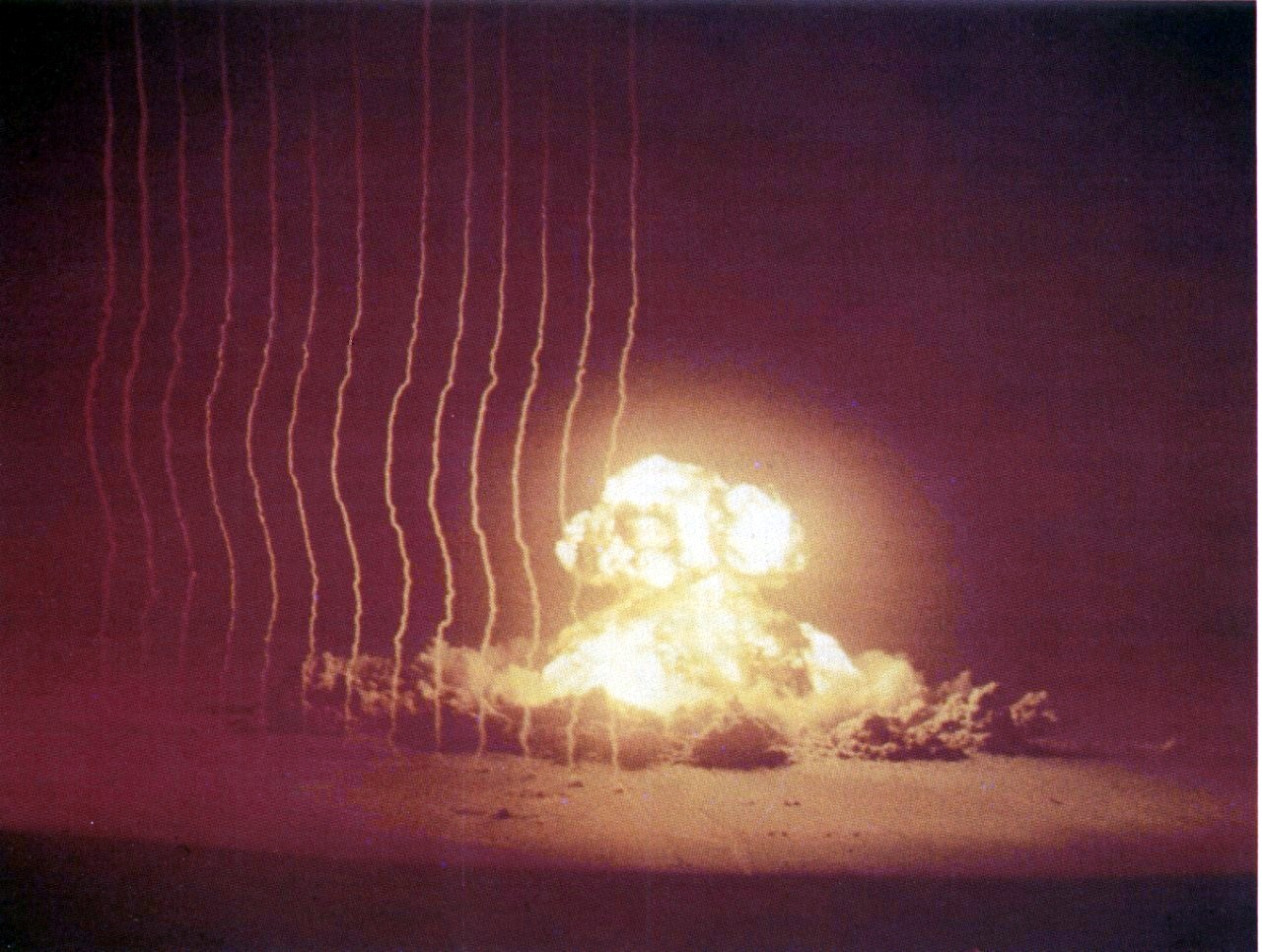
Test Upshot-Knothole Annie: kurz vor der Zündung wurden Rauchraketen abgefeuert, um mit ihren Streifen die Ausbreitung der Detonationswelle zu messen

Bei Atombombentests werden zahlreiche Messungen zur Effektivität und zu Wirkungen der getesteten Waffe durchgeführt. Bei oberirdischen Tests wurden häufig Gebäude, Fahrzeuge und Tiere platziert, um die Wirkung der Explosion ausführlich studieren zu können. Auch militärische Ausrüstung, Waffen, Schützengräben und Soldaten (in vermeintlich sicherer Entfernung) wurden in die Tests einbezogen. Außerdem wurden mit Hochgeschwindigkeitskameras Fotos von der Explosion und physikalische Messungen durch Untersuchung der verschiedenen bei einer Nuklearwaffenexplosion auftretenden Strahlungen gemacht. Hierzu musste sich die Kernwaffe zum Zeitpunkt der Zündung teilweise an einem definierten Punkt befinden, so dass ein Abwurf derselben aus einem Flugzeug nicht möglich war. Deshalb wurde die Nuklearwaffe auf einem Bombenturm montiert, mit einem Fesselballon in Position gebracht oder in einer Baracke am Boden aufgestellt. Bei zahlreichen oberirdischen Kernwaffentests wurden auch Forschungsraketen zur Untersuchung des Atompilzes und der Hochatmosphäre gestartet. Die zahlreichen oberirdischen Tests hatten den sogenannten Kernwaffen-Effekt zur Folge, der die Altersbestimmung bei der Radiokohlenstoffdatierung beeinflusst.

## Geschichte

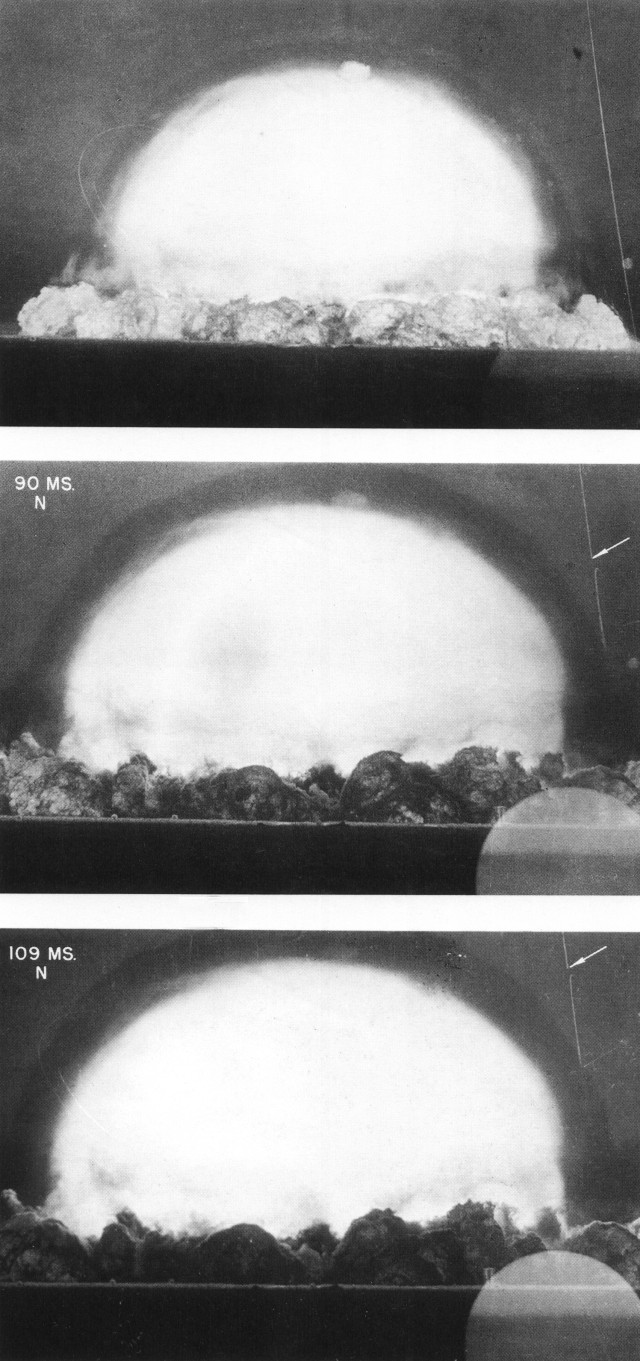
Filmaufnahmen des „Trinity-Tests“ im US-Bundesstaat New Mexico am 16. Juli 1945

Verlauf einer Kernwaffenexplosion

Der erste Atombombentest fand am 16. Juli 1945 auf dem Gelände der White Sands Missile Range in der Nähe der Stadt Alamogordo (New Mexico, USA) unter dem Namen Trinity-Test (dt. Dreifaltigkeit) statt. Dabei wurde eine Implosionsbombe wie die Fat-Man-Nuklearwaffe, die später auf Nagasaki abgeworfen wurde, gezündet, da diese einen komplizierteren Zündvorgang benötigt als die Uranbombe. Man wollte sicher sein, dass dieses Konstruktionsprinzip funktioniert. Die erste Uranbombe, Little Boy genannt, wurde dagegen ohne vorangegangenen Test direkt beim Atombombenabwurf auf Hiroshima am 6. August 1945 gezündet.
Im Juli 1946 fanden zwei Kernwaffentests auf dem Bikini-Atoll statt (Operation Crossroads); daran waren rund 42.000 Menschen beteiligt. Nach zwei erfolgreichen Tests unterblieb der ursprünglich für das Frühjahr 1947 geplante dritte Versuch Charlie. Der erste sowjetische Atombombentest fand am 29. August 1949 in Semipalatinsk (heute Kasachstan) statt; die Sprengkraft betrug 22 Kilotonnen. Bislang wurden weltweit etwa 2000 Kernwaffentests durchgeführt (davon 1030 durch die USA, 715 durch die Sowjetunion), wobei eine Sprengkraft von etwa 34.000 Hiroshima-Bomben freigesetzt wurde.
Der erste unterirdische Test fand bereits am 29. November 1951 statt (Test „Uncle“ aus der Serie Operation Buster-Jangle, Nevada Test Site), insgesamt wurden aber 622 Nuklearexplosionen in der Atmosphäre durchgeführt. Durch den von diesen Tests verursachten radioaktiven Niederschlag gab und gibt es heute im Umfeld dieser Gebiete bei der dort lebenden Bevölkerung hohe Raten an Krebserkrankungen und Fehlbildungen. Die Strahlenbelastung ist weltweit höher als vor den ersten Nuklearwaffentests. Auch europäische Böden und Gewässer enthalten – nebst dem Tschernobyl-Fallout – auch heute noch Rückstands-Nuklide dieser oberirdischen Tests.
Von Mitte 1958 bis Mitte 1961 gab es ein durch Chruschtschow initiiertes Moratorium. In dieser Zeit gab es keine Nukleartests durch Großbritannien und die Vereinigten Staaten.

Der schnelle Anstieg der Strahlenbelastung führte 1963 (nachdem im Vorjahr mit rund 180 Tests die mit Abstand höchste jährliche Anzahl davon stattgefunden hatte) dazu, dass die verfeindeten Weltmächte, USA und das verbündete Großbritannien auf der einen und die UdSSR auf der anderen Seite, den Vertrag über das Verbot von Kernwaffenversuchen in der Atmosphäre, im Weltraum und unter Wasser abschlossen. Die Kernwaffentests dieser Staaten fanden nun nur noch unterirdisch statt. Seither geht die weltweite Belastung durch den teilweisen radioaktiven Zerfall der freigesetzten Nuklide wieder zurück.
Letzte atmosphärische Tests:
- GB: 23. September 1958
- USA: 9. Juni 1963
- UdSSR: 25. Dezember 1962

Zahl der weltweiten Nukleartests nach Jahren und Ländern

Frankreich und China testeten oberirdisch weiterhin:
- Frankreich: 2. Juli 1966 bis 14. September 1974: 41 Tests,
- China: 16. Oktober 1964 bis 16. Oktober 1980: 22 Tests.

Der französische Staatspräsident Jacques Chirac erklärte am 29. Januar 1996 das Ende der französischen Kernwaffentests. Wenige Monate zuvor hatte er eine weitere Testserie auf dem Mururoa-Atoll durchführen lassen, die besonders im Pazifikraum internationale Proteste hervorrief.
Seit 1996 liegt seitens der UNO ein internationaler Kernwaffenteststopp-Vertrag zur Ratifizierung bereit, der ein weltweites Ende aller Versuche mit Kernwaffen vorsieht. Indien, Pakistan und Nordkorea haben den Vertrag nicht unterschrieben. Israel, die USA und China haben den Vertrag unterschrieben. Indien und Pakistan führen weiterhin unterirdische Nuklearwaffentests durch. Nordkorea testete am 9. Oktober 2006, am 25. Mai 2009, am 12. Februar 2013 und am 6. Januar 2016 erfolgreich je eine Atombombe (für Details siehe Nordkoreanisches Kernwaffenprogramm). Zuvor kam es bereits am 9. September 2004 zu einer größeren Detonation in der Region Ryanggang-do (Nordkorea), dies wurde von einigen Quellen als Kernwaffentest interpretiert, was die nordkoreanische Regierung allerdings bestritt. Der Vela-Zwischenfall aus dem Jahr 1979 ist möglicherweise ein Atomtest von Südafrika und Israel gewesen.
Die USA führten ab 1998 eine Reihe subkritischer Tests („Stockpile Stewardship Program“) durch. Bei einem subkritischen Test werden 45 bis 450 Kilogramm chemische Explosivstoffe mit kleinen Mengen waffenfähigem Plutonium in circa 300 Meter Tiefe gezündet. Das Experiment mit weniger als der für eine atomare Kettenreaktion notwendigen kritischen Masse – deswegen „subkritisch“ – erforscht das Verhalten des Plutoniums. Die gewonnenen Daten sind für die Computersimulation gedacht und können der Waffenentwicklung dienen. 
Ab März 2017 veröffentlichte das Lawrence Livermore National Laboratory (LLNL) bislang geheime Filmaufnahmen von oberirdischen Kernwaffentests. Das LLNL stellte rund 500 (Stand Juli 2018) Videos online.

## Kampf um Entschädigung von Opfern

### In Frankreich
Laut einem 2010 von der Zeitung Le Parisien veröffentlichten geheimen Bericht von 1998 hat Frankreich bei den französischen Kernwaffentests in Algerien von 1960 bis 1966 Wehrpflichtige vorsätzlich ionisierender Strahlung ausgesetzt. „Frankreich wollte erforschen, ob die Kampffähigkeit von Truppen abnimmt. […] 35 Minuten nach der Atomexplosion rückte ein Truppenteil zu Fuß und ohne Schutzkleidung bis auf 700 Meter zum Zentrum vor.“

„Viele der Soldaten erkrankten danach an Krebs und anderen von der Strahlung hervorgerufenen Krankheiten. Unter Folgeerkrankungen leiden auch Kinder und Enkel der Soldaten. Frankreich will in diesem Jahr erstmals Opfer der Atomtests entschädigen. Fast fünfzig Jahre lang leugnete das Verteidigungsministerium, dass bei den Atomtests Menschen zu Schaden kamen. Die überlebenden Atomtestopfer haben sich in einer Veteranenvereinigung - 'Aven' - zusammengeschlossen. Sie beklagen, dass die Entschädigungszahlungen so lange hinausgezögert wurden und großen Einschränkungen unterliegen. So wird nur ein Teil der Erkrankungen als entschädigungswürdig anerkannt. Nach Angaben des Verteidigungsministeriums waren an den 210 Atomtests in der algerischen Sahara und in Polynesien 150.000 Zivilisten und Soldaten beteiligt.“

Im Oktober 2018 wurde Frankreich vor dem Internationalen Strafgerichtshof in Den Haag wegen Verbrechen gegen die Menschlichkeit verklagt.
Und zwar wegen der Folgen der 193 Atomwaffenversuche für die Bevölkerung – etwa die Zunahme von Krebserkrankungen – in den Jahren 1966–1996 auf dem Mururoa-Atoll und dem Fangataufa-Atoll in Französisch-Polynesien.
Seit 2010 ist ein Entschädigungsmechanismus Gesetz. Opferverbände in Französisch-Polynesien sind mit dem Umfang nicht zufrieden.

### In den USA
Auf der Nevada National Security Site wurden in den Jahren 1951 bis 1962 119 Kernwaffen oberirdisch gezündet.
In drei US-Bundesstaaten - Nevada, Utah und Arizona - haben Betroffene Geldzahlungen erhalten; in Idaho und anderen Staaten haben sie bis heute (März 2022) nichts erhalten.

### Fachliteratur
- H L Brode: Review of Nuclear Weapons Effects. In: Annual Review of Nuclear Science. Band 18, Nr. 1, Dezember 1968, S. 153–202, doi:10.1146/annurev.ns.18.120168.001101 (englisch).
- S. Glasstone, Philip J. Dolan: The Effects of Nuclear Weapons. 3. Auflage. 1977 (englisch, archive.org).
  - Dieses Buch nimmt eine herausragende Stellung zu dem Thema ein. Es wurde ins Deutsche übersetzt: S. Glasstone; H. Leutz: Die Wirkungen der Kernwaffen. Carl Heymanns Verlag, Köln 1950.
- A. A. Broyles: Nuclear explosions. In: American Journal of Physics. Band 50, Nr. 7, 1. Juli 1982, S. 586–594, doi:10.1119/1.12783 (englisch).
- Frank H. Shelton: Reflections of a Nuclear Weaponeer. Shelton Enterprises, Colorado Springs, CO 1988, ISBN 978-1-881816-02-7 (englisch).
- Rodolfo Console, Alexei Nikolaev (Hrsg.): Earthquakes Induced by Underground Nuclear Explosions: Environmental and Ecological Problems (= NATO ASI Series. Band 4). Springer Berlin Heidelberg, Berlin, Heidelberg 1995, ISBN 978-3-540-60185-2, doi:10.1007/978-3-642-57764-2 (englisch).
- Johnny Skorve: The environment of the nuclear test sites on Novaya Zemlya. In: Science of The Total Environment. Band 202, Nr. 1–3, August 1997, S. 167–172, doi:10.1016/S0048-9697(97)00113-7 (englisch).
- T. J. Bennett u. a.: The Nuclear Explosion Database (NEDB): A New Database and Web Site for Accessing Nuclear Explosion Source Information and Waveforms. In: Seismological Research Letters. Band 81, Nr. 1, 1. Januar 2010, S. 12–25, doi:10.1785/gssrl.81.1.12 (englisch).
- Remus Prăvălie: Nuclear Weapons Tests and Environmental Consequences: A Global Perspective. In: AMBIO. Band 43, Nr. 6, Oktober 2014, S. 729–744, doi:10.1007/s13280-014-0491-1 (englisch).
- J. P. Lestone, M. D. Rosen, P. Adsley: Comparison Between Historic Nuclear Explosion Yield Formulas. In: Nuclear Technology. Band 207, sup1, 2021, S. S352–S355, doi:10.1080/00295450.2021.1909372 (englisch).

### Sachliteratur
- Michael Light (Hrsg.): 100 Sonnen: 1945 - 1962. Knesebeck, München 2003, ISBN 978-3-89660-190-2.

## Filmdokumentationen
- 1995, Peter Kuran: Trinity and Beyond